# Propeltidium
Propeltidium – część prosomy niektórych pajęczaków.
U rozłupnogłowców i głaszczkochodów propeltidum to jednolita tarczka pokrywająca cztery przednie segmenty prosomy. U głaszczkochodów część ciała pokryta propeltidium nosi nazwę proterosomy.
U solfug jako propeltidium określa się całe pierwsze cztery segmenty prosomy, stanowiące osobną tagmę, połączoną ruchomo ze znajdującym się za nią mezopeltidium. Propeltidium jest silnie zesklerotyzowane. Na nim znajdują się oczy, szczękoczułki, nogogłaszczki i dwie początkowe pary odnóży krocznych.